# 1959 no teatro

## Nascimentos
| Data        | Nome         | Profissão       | Nacionalidade  | Observações | Ref |
| ----------- | ------------ | --------------- | -------------- | ----------- | --- |
| 18 de Julho | Kevin Spacey | ator e cineasta | Estados Unidos |             |     |

## Mortes
| Data            | Nome             | Profissão                 | Nacionalidade  | Observações | Ref |
| --------------- | ---------------- | ------------------------- | -------------- | ----------- | --- |
| 28 de Fevereiro | Maxwell Anderson | dramaturgo, autor e poeta | Estados Unidos | n. 1888     |     |